# Marcel (comte dels excubitors)
Marcel va ser un polític, jutge i militar de l'Imperi Romà d'Orient, un dels més pròxims col·laboradors de l'emperador Justinià I. Va ocupar el càrrec de comte dels excubitors (comes excubitorum), cap d'un cos de la guàrdia imperial, durant més d'una dècada.

## Primers anys
No se sap res dels seus orígens o carrera primerenca. Tenia experiència judicial, ja que el 8 d'abril de l'any 539 l'emperador Justinià I el va nomenar un dels quatre jutges majors, anomenats iudices pedanei. Com que l'any 540 se l'anomena com a comes, potser era un dels comites consistoriani.[1] L'any 541, va ser elevat al molt influent càrrec de comte dels excubitors (comes excubitorum), cap del cos de guàrdia de palau.[2]

## Caiguda de Joan de Capadòcia

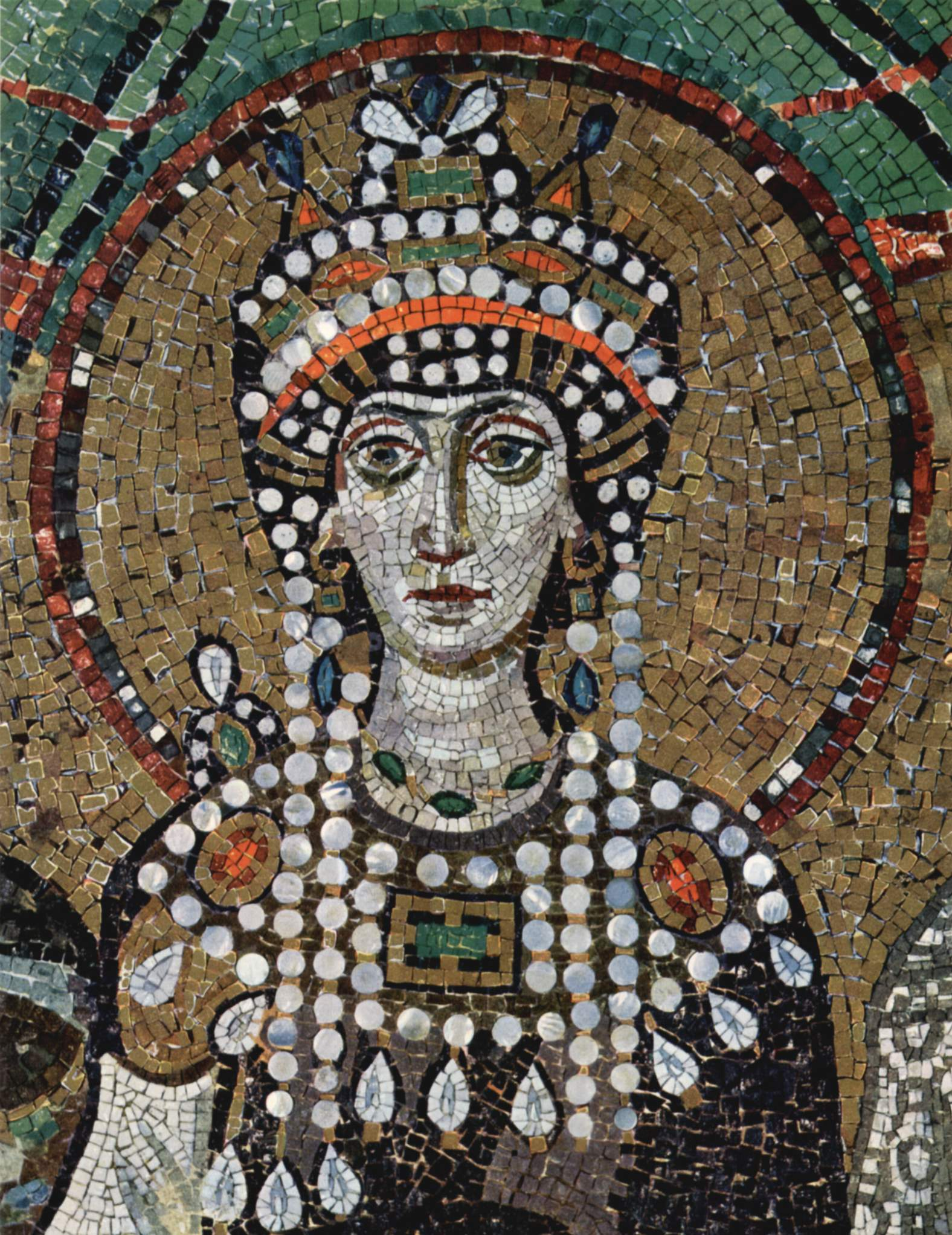
L'emperadriu Teodora en un mosaic de Sant Vidal, a Ravenna.

Al maig de l'any 541, va participar en la conjura de l'emperadriu Teodora i la seva íntima amiga Antonina contra el poderós prefecte pretorià Joan de Capadòcia. Joan s'havia tornat extremadament poderós, envoltant-se de milers de servidors armats. Teodora havia vist minvada la seva influència sobre l'emperador Justinià I a causa del prefecte, mentre que els motius de Antonina era l'odi que Joan tenia a Belisari, el seu espòs.[3]
Teodora i Antonina van idear un pla per a fer que el prefecte confessés intencions de traïció. Utilitzant a la filla d'aquest com a intermediària, Antonina li va confessar que Belisari estava considerant donar un cop de Estat i va demanar ajuda a Joan. Es va organitzar una reunió al palau de Rufinianas, prop de Calcedònia, on Marcel, l'eunuc Narses i molts soldats van assistir com a testimonis dels fets. Marcel i Narses havien rebut ordes de Teodora de matar al prefecte si parlava a favor de la traïció, però, en la baralla subsegüent, Joan va escapar i es va refugiar en una església mentre que Marcel era ferit per un dels guàrdies del prefecte. Joan va ser destituït del seu càrrec immediatament i exiliat després a Cízic.[4]

## Conspiració d'Artàban
Marcel reapareix a finals de l'any 548 o principis del 549 quan va estar involucrat en la conspiració del magister militum praesentalis armeni Artàban.[5]
Artàban s'havia sentit desdenyat quan Teodora havia impedit l'any 546 el seu matrimoni amb Preiecta, neboda de Justinià, al·legat que Artàban ja estava casat. Amb alguns parents, aquest va planejar assassinar a l'emperador i a Belisari i instal·lar en el tron a Germà, cosí de Justinià. A aquest efecte, van contactar amb Justí, fill de Germà, qui va simular sentir simpatia per la conjura i va informar el seu pare. Aquest, al seu torn, li ho va notificar a Marcel.[6] Marcel es va mostrar inicialment poc inclinat a acusar a Artàban sense proves i va organitzar una nova trobada entre Justí i els conspiradors. Leonci, un subordinat de Marcel, es va amagar a prop i va escoltar la conspiració. No obstant això, fins i tot llavors, per simpatia cap a Artàban, Marcel va dubtar a informar a Justinià i va dissuadir a Germà d'informar-lo, ja que això podria alertar als conspiradors. Al final, quan Belisari tornava a la ciutat i s'acostava el moment d'executar la conjura, la hi va revelar a l'emperador.[7]
Justinià es va enfurismar perquè l'assumpte se li hava ocultat tant de temps, però Marcel es va fer responsable de tot. Artàbans i la resta de conspiradors van ser castigats lleument. El propi Artàban només va ser condemnat a un arrest domiciliari, però va ser indultat poc després i enviat a Sicília al capdavant d'una expedició. Quan el consell de l'emperador va examinar la trama, les sospites també van recaure sobre Germà i els seus fills, però el testimoni de Marcel els va absoldre.[8]
Al gener de l'any 552, Marcel va rebre el títol de cònsol honorari. Amb el títol de jutge està registrat en una ambaixada davant el papa Vigili, la qual cosa potser indica que havia estat destituït del seu lloc al capdavant dels excubitors. Res més se sap d'ell.

## Descripció
A les Novellae constitutiones, en referència al seu nomenament, Justinià I diu que era un soci pròxim famós pel seu coneixement de la justícia, mentre que l'historiador Procopi de Cesarea el descriu com a auster, incorruptible i d'enorme personalitat, amb un coneixement profund de la justícia i la veritat.[10]